# Didymopogon
Didymopogon là một chi thực vật có hoa trong họ Thiến thảo (Rubiaceae).

## Loài
Chi Didymopogon gồm các loài: